# Lucius Aemilius Regillus
Lucius Aemilius Regillus war ein römischer Politiker und Militär zu Beginn des 2. Jahrhunderts v. Chr.
Als Prätor im Jahr 190 v. Chr. führte er während des Römisch-Syrischen Krieges den Oberbefehl über die Seestreitkräfte Roms und seiner Verbündeten. Dabei besiegte er die seleukidische Flotte in der entscheidenden Seeschlacht von Myonessos. Als Proprätor feierte er im folgenden Jahr einen Seetriumph (triumphus navalis). Er ließ auf dem Marsfeld einen Tempel für die „Meeres-Laren“ (lares permarini) errichten, der 179 v. Chr. geweiht wurde und eine Inschrift trug, die Aemilius’ Erfolg beschrieb. Eine ehrende Inschrift, vielleicht zusammen mit einer Statue, gab es auch auf Delos.